# Византија (ТВ филм)
„Византија” је југословенски ТВ филм из 1988. године. Режирао га је Милан Билбија а сценарио је написао Горан Радовановић.

## Улоге
| Глумац                   | Улога             |
| ------------------------ | ----------------- |
| Сенад Башић              | Борис             |
| Сњежана Мартиновић       | Весна             |
| Стојан Столе Аранђеловић | Душан Мишић       |
| Љуба Тадић               | Професор          |
| Адем Чејван              | Газда кафане      |
| Заим Музаферија          | Пијанац у кафани  |
| Божидар Буњевац          | Живота            |
| Емир Кустурица           | Мангуп у трамвају |

Остале улоге ▼
| Глумац           | Улога             |
| ---------------- | ----------------- |
| Миленко Видовић  | Поштар            |
| Адмир Гламочак   | Војник у трамвају |
| Жељко Милинковић | Kонобар           |
| Мијат Петронић   |                   |